# Kleine gaper
De kleine gaper (Sphenia binghami) is een tweekleppigensoort uit de familie van de Myidae. De wetenschappelijke naam van de soort is voor het eerst geldig gepubliceerd in 1822 door Turton.